# Jobe Bellingham
Jobe Samuel Patrick Bellingham (* 23. září 2005) je anglický fotbalista, který hraje jako záložník nebo útočník za německý klub Borussia Dortmund a anglickou reprezentaci do 21 let.
Bellingham zahájil svou kariéru v akademii Birminghamu City a v A-týmu debutoval jako šestnáctiletý hráč. V klubu odehrál 24 ligových zápasů a poté se v roce 2023 připojil k Sunderlandu, klubu z EFL Championship. Poté, co s týmem v sezóně 2024/25 postoupil do Premier League, Bellingham natrvalo přestoupil do Borussie Dortmund za nejvyšší částku, jakou kdy nově postoupivší klub do Premier League za hráče obdržel.
Bellingham reprezentoval Anglii ve všech věkových kategoriích až do kategorie do 21 let.